# Alcides Procópio
Alcides Procópio (São Paulo, 15 de maio de 1916 – 23 de dezembro de 2002) foi um tenista brasileiro. Alcides Procópio com 17 anos era o melhor do Brasil, jogou a Copa Davis, o torneio de Wimbledon, foi presidente da Federação Paulista de Tênis, e criou o torneio Banana Bowl. Também foi empresário.

## Biografia
Filho de imigrantes italianos, Alcides criou-se na Sociedade Harmonia, não tinha dinheiro para jogar com raquetes por que eram caras, então jogava com tacos de madeira no fundo de sua casa. Com o tempo foi ganhando notoriedade por seu talento e ganhou seu primeiro torneio em 1933, com 17 anos, em 1935. Foi campeão de duplas paulista e disputou o Aberto de Santos, onde ganhou dos melhores brasileiros da época: Ricardo Pernambucano e Nelson Cruz, perdendo a final para o argentino Hector Cataruzza. Em 1935/1936, começou a disputar torneios fora do pais e conquista-los e já se tornava número um do Brasil. Com dificiculdades, começou a jogar torneios na Europa, inclusive com a ajuda de Getúlio Vargas.
Em Wimbledon (foi o primeiro brasileiro a jogar este torneio), chegou a segunda Rodada e logo após jogou um torneio ao lado do Rei Gustavo, da Suécia. Mas devido ao inicio da Segunda Guerra Mundial, o garoto volta ao Brasil, mas quando retornou, acabau trabalhando para o tênis só que fora das quadras, criando empresas pioneiras no Brasil em fabricação de raquetes e outros equipamentos. 
Sua volta ao tênis acontece em 45, ganhando um campeonato brasileiro e disputando torneios internacionais. Em 1951, representou o Brasil na Copa Davis, na vitoria sobre a Finlandia e derrota para as Filipinas. Também particou da criação da CBT (Confederação Brasileira de Tênis).
E capitão do time Davis em 1983, onde jogaram Edison Mandarino e Thomaz Koch.
Faleceu em 2002 no dia 23 de dezembro.